# Shokichi Natsui
Shokichi Natsui (夏井昇吉, Natsui Shokichi, 10 de outubro de 1925 – 13 de setembro de 2006) foi um judoca japonês. Ele se tornou o primeiro campeão mundial de judô, ganhando o título no Campeonato Mundial de Judô de 1956 em Tóquio, vencendo Yoshihiko Yoshimatsu na final. Como não existiam divisões de categorias por pesos até 1965, Natsui foi o único campeão de 1956.